# Kim Jung-ya
Kim Jung-ya (kor. 김정야; * 17. Mai 1988 in Kōbe) ist ein südkoreanischer Fußballspieler.

## Karriere
Kim Jung-ya erlernte das Fußballspielen in der Universitätsmannschaft der Komazawa-Universität in Tokio. Seinen ersten Profivertrag unterschrieb er 2011 bei Gamba Osaka. Der Verein aus Suita spielte in der höchsten Liga des Landes, der J1 League. 2012 stand er mit dem Club im Finale des Kaiserpokals. Hier verlor man mit 0:1 gegen Kashiwa Reysol. Die Saison 2013 wurde er an den Ligakonkurrenten Sagan Tosu nach Tosu ausgeliehen. Für Tosu absolvierte er acht Erstligaspiele. 2014 kehrte er nach der Ausleihe zu Gamba Osaka zurück. 2014 feierte er mit Osaka die japanische Meisterschaft, ein Jahr später wurde er mit dem Club Vizemeister. Das Endspiel um den J. League Cup gewann er 2014 mit 3:2 gegen Sanfrecce Hiroshima. 2015 und 2016 stand er mit dem Club ebenfalls im Finale. 2015 verlor man mit 3:0 gegen die Kashima Antlers und 2016 verlor man im Elfmeterschießen gegen Urawa Red Diamonds. Nach 70 Erstligaspielen wechselte er 2018 zum ebenfalls in der ersten Liga spielenden Vegalta Sendai nach Sendai. 2018 stand er wieder im Finale des Kaiserpokals. Hier verlor er mit 0:1 gegen die Urawa Red Diamonds.

## Erfolge
Gamba Osaka
- J1 League: 2014
- J. League Cup 2014
- Supercup: 2015